# Szent Mihály és Gábriel arkangyalok fatemplom (Szamoshéviz)
A szamoshévízi Szent Mihály és Gábriel arkangyalok fatemplom műemlékké nyilvánított épület Romániában, Szilágy megyében. A romániai műemlékek jegyzékében az  SJ-II-m-A-05133 sorszámon szerepel.